# Стуруман
Стуруман (швед. Storuman) — город в Швеции, в лене Вестерботтен. 
Является административным центром одноимённой коммуны. Население составляет 2207 человек. Занимает площадь 37,55 км².

## Города-побратимы
- Колин
- Штоккерау
- Теннесберг
- Динь-ле-Бен